# Onsen tamago

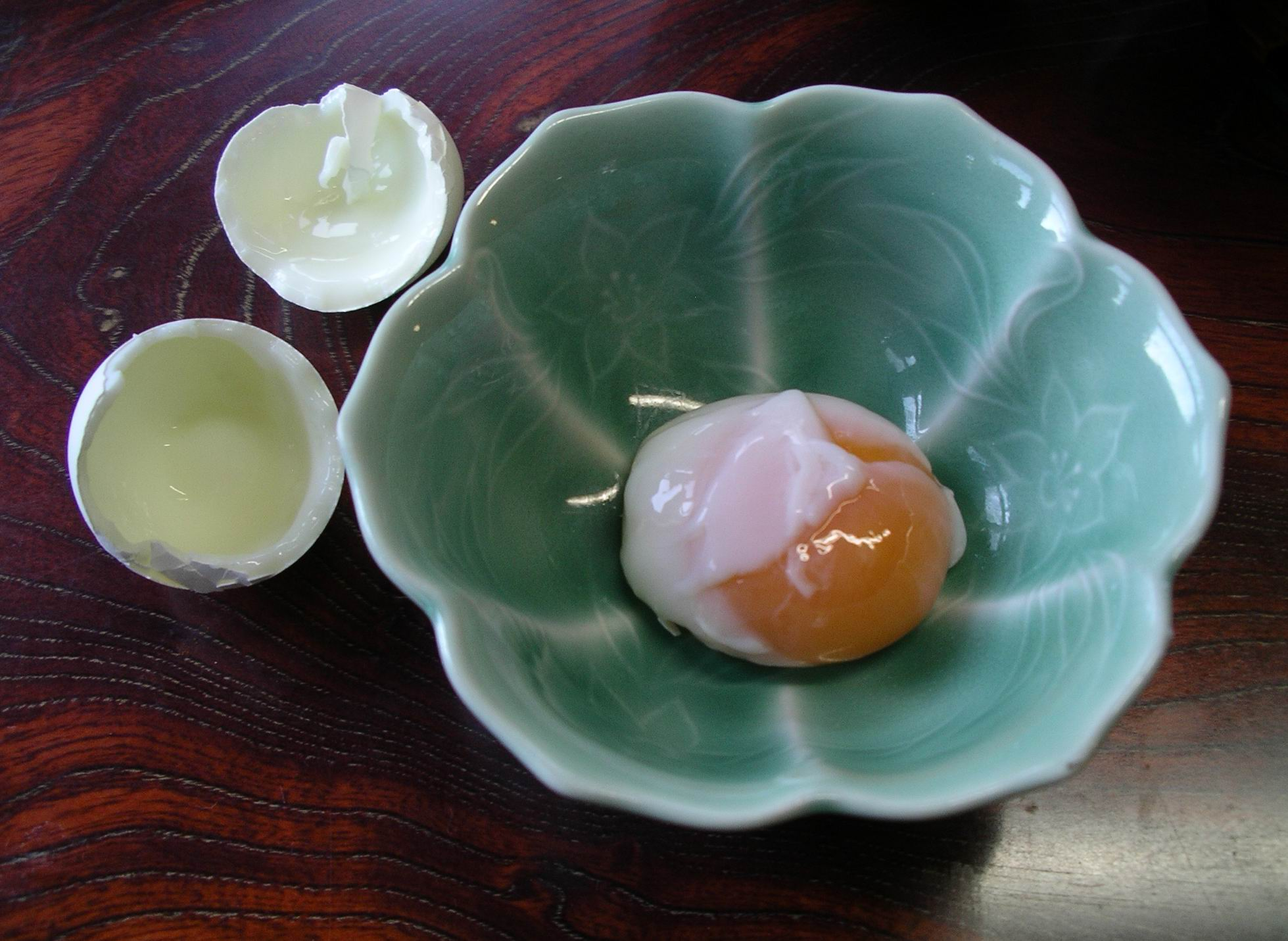
Onsen tamago en un restaurante de Nagano.

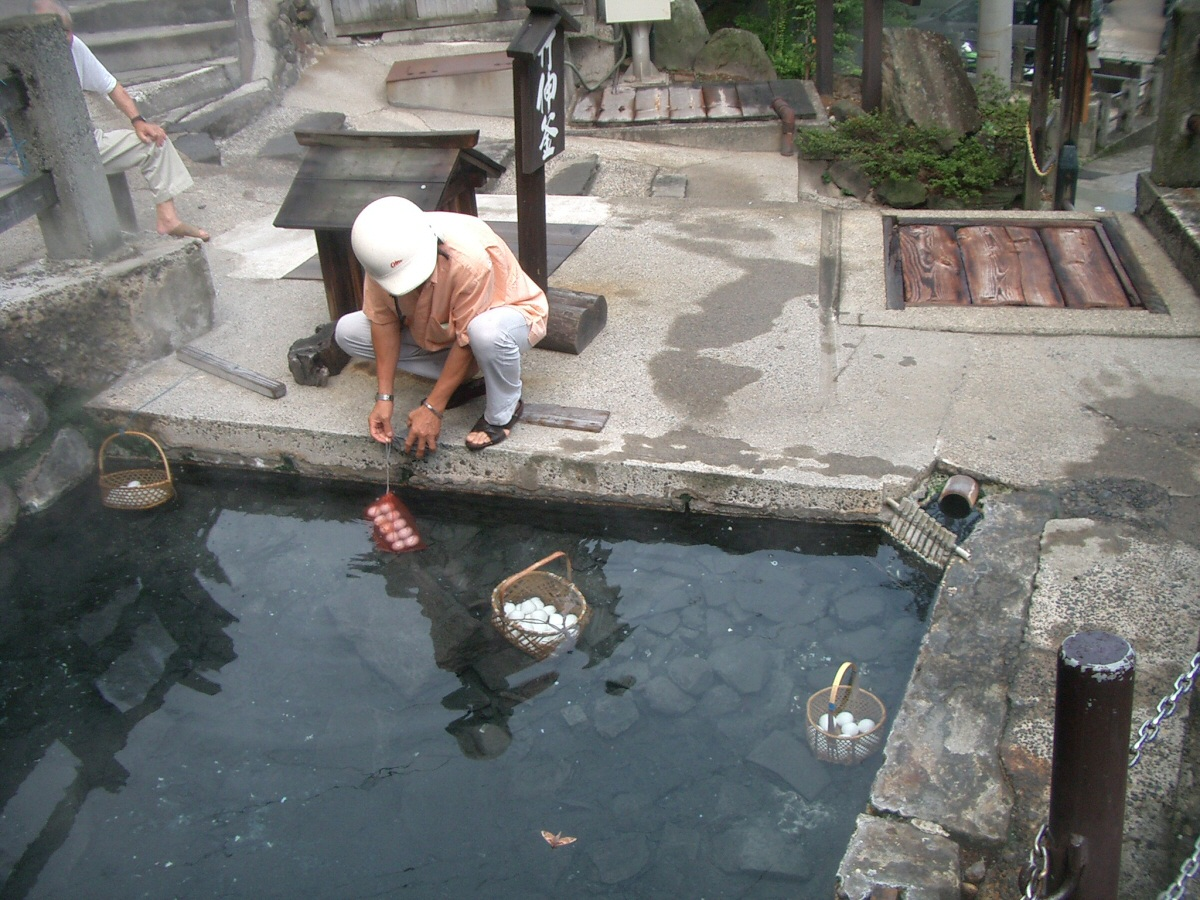
Preparación de onsen tamago.

El onsen tamago (温泉卵 o 温泉玉子?) es una receta japonesa consistente en cocinar huevos (tamago) en manantiales de aguas termales (onsen). A diferencia de los huevos pasados por agua normales, se cocinan generalmente cerca de una hora a temperaturas de 60–70°C, de forma que tanto la clara como la yema se cuajan ligeramente, resultando en una consistencia uniforme, comparable a la de los huevos escalfados. Los minerales disueltos en las aguas termales dan a los huevos, además de un sabor más o menos salado según el manantial, un regusto sulfuroso. En centros turísticos como Beppu los huevos onsen se venden en puestos ambulantes.
En Owakudani, cerca de Hakone, hay un onsen tamago especial llamado ‘huevo negro’ (黒玉子, kuro-tamago), que se obtiene al teñir las cáscaras los sulfatos e iones de hierro disueltos en el agua.
Con la difusión del cocinado a baja temperatura en las cocinas gourmet occidentales también se adoptó y refinó el método de preparación de los huevos onsen. Christian Lohse sirvió huevos onsen pelados empanados en panko y fritos ligeramente, de modo que quedasen tiernos, con una corteza delgada y crujiente.